# Saga Tennō
Saga Tennō (嵯峨天皇?) (786 – 842) fue el 52° quincuagésimo segundo emperador del Japón en aparecer en la lista tradicional de Emperadores. Fue el segundo hijo del Emperador Kanmu y de la Emperatriz Fujiwara no Otomuro y el hermano menor del Emperador Heizei, su predecesor. Gobernó entre 809 y 823.
Saga fue un erudito de la cultura china y según los registros, fue el primer emperador japonés en beber té. Fue reconocido como un hábil calígrafo. Saga llegó al trono debido al retiro del Emperador Heizei por enfermedad, y poco después de llegar al trono también se enfermó. Esto dio oportunidad a Heizei de fomentar una rebelión, en la que Saga evitó una sangrienta guerra civil.
El Emperador Saga fue un seguidor del monje budista Kukai y le ayudó a establecer la escuela Shingon de budismo permitiéndolo en el templo Toji en la capital Heian-kyō (actual Kioto).